# Claudio Castrogiovanni
Claudio Castrogiovanni (Catania, 8 marzo 1969) è un attore italiano.

## Biografia
Pur diventando presto un giovane e brillante avvocato, inizialmente aveva dedicato la propria vita agli studi e durante gli anni universitari ha dedicato il proprio tempo libero a suonare e cantare con gli amici nei vari locali cittadini. Durante una di queste esibizioni fu notato dal regista di Jesus Christ Superstar che lo scritturò per anni portandolo ad esibirsi molte volte in tante località di tutto il mondo. Assorbito da questa passione, abbandonò l'esercizio dell'avvocatura per dedicarsi a tempo pieno alla recitazione. Si trasferì a Milano - pagandosi a proprie spese tutti i costi - per poter frequentare tutte le scuole di recitazione necessarie allo scopo di sviluppare il proprio talento.
Nel 1995 ha partecipato al musical Jesus Christ Superstar, con la compagnia del teatro della Munizione, dove interpreta le parti di Simone Zelota e Pietro. Con la stessa compagnia ha interpretato diversi ruoli in Evita e poi entra nel cast della versione musical di Grease nel ruolo di Sonny. L'attività nei musical è proseguita con Peter Pan, il musical, dove ha interpretato il ruolo del Capitan Uncino.
Come attore cinematografico ha debuttato nel film Malèna di Giuseppe Tornatore.
Nel 2007 ha recitato nella miniserie TV di Mediaset Il capo dei capi nella quale ha interpretato il boss mafioso Luciano Liggio, mentre nella serie televisiva Squadra antimafia - Palermo oggi ha interpretato il ruolo di Giacomo Trapani.

## Filmografia

### Cinema
- Malèna, regia di Giuseppe Tornatore (1999)
- Terrarossa (1999)
- Terrazzi (2000)
- La fila (2001)
- Manie (2002)
- Clandestins (2004)
- Vite d'artista (2006)
- Poker Generation (2012)
- La trattativa, regia di Sabina Guzzanti (2014)
- Cruel Peter, regia di Christian Bisceglia e Ascanio Malgarini (2019)
- Gli uomini d'oro, regia di Vincenzo Alfieri (2019)[1]
- Il delitto Mattarella, regia di Aurelio Grimaldi (2020)
- Regina, regia di Alessandro Grande (2020)
- Spiaggia di Vetro, regia di Will Geiger (2025)

### Televisione
- La squadra , regia di – serie TV (2001)
- Incantesimo 6 – soap opera (2003)
- Benedetti dal Signore, regia di Francesco Massaro (2004)
- Finalmente soli, regia di Francesco Vicario e Fosco Gasperi – serie TV (2004)
- Linea di confine, regia di Massimo Donati e Alessandro Maccagni – miniserie TV (2005)
- X - Rated, regia di Laura Chiassone – sit-com - Canale satellitare Jimmy (2005)
- Eravamo solo mille, regia di Stefano Reali – miniserie TV (2006)
- Senti chi pensa, regia di Irish Braschi – serie TV (2007)
- Il capo dei capi, regia di Enzo Monteleone e Alexis Sweet – miniserie TV (2007)
- Marameo, regia di Rolando Colla – miniserie TV (2008)
- L'ultimo padrino, regia di Marco Risi – miniserie TV (2008)
- La nuova squadra – serie TV (2008)
- Squadra antimafia - Palermo oggi – serie TV, 6 episodi (2009)
- R.I.S. Roma - Delitti imperfetti – serie TV (2010)
- Un paradiso per due, regia di Pier Belloni – film TV (2010)
- Crimini 2, episodio Niente di personale, regia di Ivano De Matteo – serie TV (2010)
- Il restauratore – serie TV (2012-2014)
- Il giudice meschino, regia di Carlo Carlei – miniserie TV (2014)
- Il giovane Montalbano – serie TV, episodio 02X06 (2015)
- Un medico in famiglia – serie TV, solo la decima stagione (2016)
- Maltese - Il romanzo del Commissario, regia di Gianluca Maria Tavarelli – miniserie TV, episodio 1 (2017)
- Squadra mobile - Operazione Mafia Capitale, regia di Alexis Sweet – serie TV, 8 episodi (2017)
- Tutto può succedere, regia di Lucio Pellegrini – serie TV, 13 episodi (2017)
- Il cacciatore, regia di Davide Marengo e Stefano Lodovichi – serie TV, 8 episodi (2018)
- La mafia uccide solo d'estate - Capitolo 2, regia di Luca Ribuoli – serie TV (2018)
- Il silenzio dell'acqua, regia di Pier Belloni – serie TV (2019-2020)
- L'isola di Pietro, regia di Giulio Manfredonia e Luca Brignone – serie TV (2019)
- Giorgio Ambrosoli - Il prezzo del coraggio, regia di Alessandro Celli (2019)
- Leonardo, regia di Alexis Sweet – serie TV, episodi 1x05, 1x06 (2021)
- Sorelle per sempre, regia di Andrea Porporati – film TV (2021)
- Più forti del destino, regia di Alexis Sweet – miniserie TV, 4 episodi (2022)
- Circeo, regia di Andrea Molaioli – miniserie TV, 3 episodi (2022)
- Vanina - Un vicequestore a Catania – serie TV (2024-in corso)

## Teatro
- Evita (1997)
- Jesus Christ Superstar (1995/1997)
- Lo schiaccianoci (1998)
- Godspell (1998)
- Voci nel deserto (2009)
- Grease (1999-2005)
- Shakespeare al kg (2000)
- Caino (2001/2002)
- La festa dei racconti (2001)
- Mr.Burroughs and mr.Bladerunner (2001)
- I promessi sposi (2002)
- Vestire gli ignudi (2003)
- Il diavolo e il buon Dio (2003)
- Le mani sporche (2003)
- Orco Loco (2004)
- Molto rumore, senza rispetto, per nulla (2004-2005)
- Rent (2006)
- Improvvisando (2006)
- Peter Pan, il musical (2006-2007)
- Servo per due (2014)
- Miles Gloriosus di Plauto, regia di Marinella Anaclerio (2018)
- Prova a prendermi, il musical, regia di Piero Di Blasio (2025)